# Grzędzin Kozielski
Grzędzin Kozielski – nieczynny przystanek kolejowy, dawniej również stacja kolejowa, położony we wsi Dzielawy.

## Historia
Stacja Grzędzin Kozielski przed 1945 rokiem nosiła nazwę Grenzen. Do 1997 roku istniała jako stacja pasażerska. Wskutek powodzi i zniszczenia torów na linii Kędzierzyn-Koźle – Baborów połączenie zostało zlikwidowane. Po 1997 roku odbywa się tutaj tylko ruch towarowy z cukrowni "CEREKIEW".